# Estación de Fontioso-Cilleruelo de Abajo
Fontioso-Cilleruelo de Abajo fue una estación de ferrocarril situada en el municipio español de Fontioso, en la provincia de Burgos. Las instalaciones, pertenecientes al ferrocarril directo Madrid-Burgos, actualmente carecen de servicios ferroviarios.

## Situación ferroviaria
Las instalaciones están situadas en el punto kilométrico 220,1 de la línea férrea de ancho ibérico Madrid-Burgos, a 945,52 metros de altitud, entre las estaciones de Gumiel de Izán y Lerma. El tramo es de vía única y está sin electrificar.

## Historia
Las instalaciones ferroviarias de Gumiel de Izán forman parte del ferrocarril directo Madrid-Burgos. Esta línea fue inaugurada en julio de 1968, tras haberse prolongado las obras varias décadas. En el momento de su inauguración el trazado formaba parte de la red de RENFE. El objetivo del ferrocarril era reducir el tiempo de recorrido entre Madrid y la frontera francesa, pero para la década de 1990 la línea se encontraba en declive y la mayoría de estaciones fueron cerradas a los servicios de pasajeros. Desde enero de 2005, con la extinción de la antigua RENFE, el ente Adif pasó a ser el titular de las instalaciones ferroviarias. Tras estar inactiva durante años, eventualmente se terminarían retirando las vías de sobrepaso y vías muertas de la estación.